# Porta Capena
La Porta Capena era una de les portes de la Muralla Serviana, situada entre la Porta Caelimontana i la Porta Naevia, a l'antiga Roma. La seva ubicació està ocupada per l'actual piazza di Porta Capena.

## Situació
La porta es trobava al vessant sud-oest del mont Celi, prop del bosc sagrat de les Camenes, nimfes llatines de les fonts, des d'on sortia la Via Àpia.
Aquesta porta va donar nom a la regió de la Porta Capena, quan August va dividir administrativament Roma en catorze regions l'any 7 aC.

## Història
Originàriament, el nom d'aquesta porta era el d'un petit poble, Capena, una antiga colònia de Veii situada a Etrúria, però no és segur que prengui el seu nom d'aquesta colònia. Segons Coarelli, el nom de Capena podria provenir de la ciutat de Cabum al Massís Albà, primera població de la Via Llatina. La porta s'esmenta per primera vegada l'any 484 aC i després l'any 459 aC.
Durant la construcció de l'aqüeducte d'Aqua Appia, que es va fer al mateix temps que el de la Via Àpia, es va utilitzar la Porta Capena per a sostenir l'aqüeducte que travessava la vall situada entre el Celi i l'Aventí per sobre de diversos arcs. La porta es creu que era l'anomenat arcus Stillans, l'arc final del rivus Herculaneus, una branca de l'Aqua Marcia. Marc Valeri Marcial, un poeta de finals del segle i, suggereix que el conducte de l'aqüeducte no era estanc quan passava per aquesta porta.
| «                            | A la porta de Capena, on el camí / està humit amb les llàgrimes destil·lades de la volta | » |
| — Marcial. Epigrames, II, 47 |                                                                                          |   |

Un rierol que discorria prop de la porta Capena s'usava per al culte de Cíbele, una deessa d'Àsia Menor. El seu culte es va introduir a Roma l'any 205 aC. Un cop l'any, a l'abril, l'estàtua de la deessa era conduïda en processó des del seu temple del turó Palatí i se la banyava en les seves aigües.
Prop de la porta hi havia el temple de Mart Gravidus on es guardava el Lapis manalis (la pedra dels manes), una pedra sagrada, que es treia ritualment del temple en temps de sequera amb l'esperança de provocar la pluja.
L'any 1867 es van descobrir restes de l'antiga porta, i les restes d'un pilar. Aquesta obra havia d'estar composta per un sol arc fet de tova i de travertí.

## Època actual
La piazza di Porta Capena, situada al lloc de l'antiga porta, s'ha convertit en un passeig arqueològic. Va ser inaugurat el 21 d'abril de 1917 per l'alcalde de Roma Prospero Colonna. Des del 1937 fins al 1998, en aquest lloc s'alçava el gran obelisc que la Itàlia feixista havia portat d'Axum, com a trofeu durant la conquesta d'Etiòpia. Es va transportar en quatre peces i es va inaugura el 31 d'octubre de 1937. Reclamat l'obelisc per Etiòpia, va ser retornat l'any 1998.